# Gamelia viettei
Gamelia viettei är en fjärilsart som beskrevs av Lemaire 1966. Gamelia viettei ingår i släktet Gamelia och familjen påfågelsspinnare. Inga underarter finns listade i Catalogue of Life.